# Eva Isanta Foncuberta
Eva Isanta Foncuberta (Ceuta, 1971) és una actriu espanyola coneguda per interpretar, entre altres papers, al personatge de Bea a la sèrie de TV Aquí no hay quien viva o de Maite a La que se avecina.

## Biografia
Essent molt petita els seus pares es van traslladar a Madrid. Els seus primers passos en el món de la interpretació van ser com a aficionada amb 15 anys. Va decidir que volia estudiar Art Dramàtic i va compaginar els estudis d'Imatge i So amb l'art d'interpretar a l'escola de Cristina Rota.
El debut teatral es va produir el 1997 amb l'obra Magnolias de acero, dirigida per Ricard Reguant.
Entremig de tant de teatre, l'Eva Isanta va tenir l'ocasió de fer incursions en televisió a Farmacia de guardia, una sèrie que va marcar una fita en la televisió espanyola, li va oferir ser «Isabel», la filla major de Concha Cuetos i Carlos Larrañaga, i potser aquest hagi estat el paper que més popularitat li ha donat fins a la seva arribada a Aquí no hay quién viva.
Malgrat haver actuat en altres sèries i haver realitzat aparicions esporàdiques en televisió, Aquí no hay quien viva estableix un punt i a part en la vida professional d'Eva Isanta. El personatge de Bea li ha permès ser candidata als Premis de la Unión de Actores.

## Filmografia
Cinema
- Por fin solos, d'Antonio del Real (1994).
- Licántropo, el assassino de la luna llena; de Francisco Rodríguez Gordillo (1996).
- El dolor y la lluvia, de César Vallejo de Castro (2003) -curt-.
- Amores circulares, de César Vallejo de Castro (2003) -curt-.
- Palabras, de Rosa Arroyo

Televisió
- Farmacia de guardia, d'Antonio Mercero (1992-1994).
- Habitación 503, de VV AA (1993).
- Villa Rosaura, de Manuel Ripoll (1994).
- Colegio Mayor II, de José Pavón y Rafael Moleón (1994).
- Jacinto Durante, representante; d'Antonio del Real (2000).
- Desenlace, minifilm para Antena 3 (2002).
- Bichos raros, minifilm para Antena 3 (2003).
- Aquí no hay quien viva, producida por José Luis Moreno (2004-2006).
- La que se avecina, produïda per José Luis Moreno (2007-en marxa actualment).

Teatre
Actriu
- Don Juan de Alcalá, de José Zorrilla; direcció de Francisco Ortuño (1990).
- 321,322; escrita y dirigida por Ana Diosdado -dirigida temporalment per Carlos Larrañaga- (1991).
- Magnolias de acero, de Robert Harling; direcció de Ricard Reguant (1997).
- Assassino, de Anthony Shaffer; direcció de Ricard Reguant (2001).
- La tentación vive arriba, de George Axelrod; direcció de Verónica Forqué (2001).
- Don Juan Tenorio, de José Zorrilla; direcció de María Ruiz (2002).
- El caracol en el espejo, de Antonio Gala; direcció de Verónica Forqué (2004) -lectura dramatitzada-
- La serrana de la vera, de Luis Vélez de Guevara; direcció de María Ruiz (2004).

Ajudant de direcció
- Misery, de Stephen King; dirección de Ricard Reguant (1999).
- Familia, de Fernando León de Aranoa; dirección y adaptación de Carles Sans (2001).

Altres treballs
- Estudio de actores, reality-show per a Antena 3 (2002).
- Direcció del taller «Interpretación en el cine» - III Semana de Cine Corto de Leganés (2003).
- Classe magistral «Los actores frente al guión de TV» del curs d'estiu "Cómo escribir para TV y acceder al mercado televisivo", de la Universidad de Córdoba (2005).